# Alfred Kinsey
Alfred Charles Kinsey (Hoboken, New Jersey, 23. lipnja 1894. – Bloomington, Indiana, 25. kolovoza 1956.) američki znanstvenik, biolog, entomolog i zoolog koji se smatra osnivačem seksologije. Najviše je poznat po svojim pionirskim istraživanjima na području ljudske seksualnosti, koje je sažeo u dva znanstvena djela „Seksulno ponašanje muškarca“ objavljenog 1948. i „Seksualno ponašanje žene“ objavljenog 1953.,  danas poznatih kao Kinseyjevi izvještaji (eng. Kinsey Reports). Definirao je i tzv. Kinseyjevu ljestvicu prema kojoj je klasificirao spolnu orijentaciju pojedinaca. 1947. godine osnovao je Institut za spolna istraživanja u sklopu sveučilišta u Indiani. Njegova su istraživanja na području seksologije izazvala žestoke kritike 1940-ih i 1950-ih godina i smatra se da su duboko utjecala na društvene vrijednosti i moral kako u SAD, tako i u svijetu.

## Rani život i školovanje
Rođen je 23. lipnja 1894. u gradu Hoboken (New Jersey, SAD), od majke Sarah Ann i oca Alfreda Seguine Kinseya. Bio je najstariji od troje djece. Majka mu je bila loše školovana, a otac je bio profesor na Stevensovom Institutu tehnologije.
Obitelj je bila prilično siromašna za njegovog djetinjstva, tako da si nije mogla priuštiti primjerenu medicinsku njegu. Kinsey je bio krhkog zdravlja i u djetinjstvu i mladosti je često oboljevao. Prebolio je tifus, a patio je i od reumatske groznice i rahitizma. Rahitizam mu je izazvao deformaciju kralježnice, te je stoga bio označen kao neprikladan za služenje u vojsci prilikom regrutacije 1917. u Prvom svjetskom ratu.
Roditelji su mu bili duboko religiozni. Otac je bio jedan od najistaknutijih članova mjesne Metodističke crkve. Kinseyev je otac uspostavio stroga pravila u obitelji, uključivši i pravilo da je nedjelja većim dijelom rezervirana za molitvu.
Kinsey je oduvijek pokazivao veliko zanimanje za botaniku i zoologiju, te je obitelji izrazio namjeru da studira botaniku. Otac se usprotivio i inzistirao je da upiše studij strojarstva na Stevensovom Institutu tehnologije. Dvije je godine studirao strojarstvo, ali se potom odupro očevoj volji i izrazio želju da upiše biologiju na Bowdoin College u Maineu.
Na jesen 1914. Kinsey se upisuje na Bowdoin College,  na kojem je počeo studirati entomologiju.1916. je diplomirao biologiju i psihologiju s najvećom ocjenom. Nastavio je potom studije na Harvardu i institutu Bussey koji je imao jedan od najzahtjevnijih programa biologije u SAD. Kinsey se tada orijentira na studij entomologije pod vodstvom Williama Mortona Whellera, jednog od najistaknutijih entomologa onog doba.
Izabrao je studij filogeneze ose šiškarice za svoju doktorsku dizertaciju, na čemu doktorira 1919. na sveučilištu Harvard. 1920. godine objavljuje niz znanstvenih radova o filogenezi ose šiškarice skupivši pritom više od 5 milijuna uzoraka osa danas pohranjenih u Američkom prirodoslovnom muzeju.
Napisao je široko primjenjivan udžbenik biologije za srednju školu "Uvod u biologiju" (eng.An Introduction to Biology) 1926. u kojem uvodi učenje o evoluciji i ujedinjuje botaniku i zoologiju u jedinstveni predmet. Zajedno s Merritt Lyndon Fernaldom, Kinsey 1943. objavljuje knjigu „Jestive biljke Istočnih Sjedinjenih Američkih Država" (eng.Edible Wild Plants of Eastern North America).

## Osobni život
Kinsey se vjenčao s Clarom Bracken McMillen 1921. s kojom ima četvero djece. Najstariji Kinseyev sin umire od komplikacija dijabetesa u četvrtoj godini života.
Kinsey je po spolnoj orijentaciji bio biseksualac. Sa suprugom je kasnije imao dogovor da im intimna veza bude otvorenog tipa, oboje su stoga imali izvanbračne spolne odnose s više partnera s dopuštenjem drugog. Kinsey je imao spolne odnose i sa ženama i s muškarcima, uključivši i svog studenta Clyde Martina.

## Kinsey i seksologija

### Kinseyevi izvještaji
Kinsey se smatra ocem moderne seksologije u Sjedinjenim Američkim Državama. Počeo se zanimati za seksualne navike ljudi 1933. nakon podrobne diskusije s kolegom Robertom Crocom. Pretpostavlja se da su ga njegova proučavanja mehanizama parenja osa šiškarica inspirirala na proučavanje spektra različitih seksualnih navika kod ljudi. Kinsey je kasnije razvio i ljestvicu po kojoj je vršio gradaciju spolne orijentacije (Kinseyevu ljestvicu) koja ima sedam stupnjeva; od 0 koji označava isključivo heteroseksualnu osobu do 6 koji označava isključivo homoseksualnu osobu. Njegovi su učenici kasnije dodali i kategoriju „X“ koja označava aseksualne osobe.
1935. Kinsey održava prvo predavanje na fakultetu biologije sveučilišta Indiana u kojem predstavlja svoje prve studije na području ljudske seksualnosti. Tijekom predavanja koristi priliku da napadne „široko rasprostranjeno neznanje u vezi anatomije i fiziologije spolnosti“, te je izrazio svoje uvjerenje da je kasno stupanje u spolna iskustva (Kinsey je to definirao „kasno vjenčanje“) psihološki štetno. Zaklada Rockfeller odlučuje osigurati Kinseyu materijalna sredstva za svoja dalja istraživanja na području ljudske seksualnosti. Najvažnija znanstvena dijela koja objavljuje na tom području su „Seksualno ponašanje muškarca“ 1948. i „Seksualno ponašanje žene“ 1953. Oba su dijela u trenutku puštanja u prodaju zauzela prva mjesta na ljestvici bestselera i učinili Kinseya medijskom zvijezdom. Ova će dijela kasnije postati poznata kao Kinseyevi izvještaji. Nekoliko uglednih američkih časopisa objavilo je članke u kojima analiziraju Kinsejev znanstveni rad i osobni život: Time, Life, Look i McCall's. Njegov je rad narednih godina izazvao niz vrlo žestokih kritika i smatra se da je bio jedan od uzroka izbijanja seksualne revolucije 1960-ih i 1970-ih.

### Kontroverze i kritike
Istraživanja koja je Kinsey provodio na području seksualnosti nisu se ograničavala samo na teoriju i popunjavanja upitnika, već je Kinsey često promatrao i aktivno sudjelovao u različitim seksualnim aktivnostima, uključivši ponekad i svoje suradnike. Pravdao se time da je tako moguće izravnije promatrati pojave u seksualnosti i da se na taj način lakše stiče povjerenje osoba uključenih u istraživanja. Poticao je i svoje suradnike da učine isto i često je s njima i sa subjektima istraživanja prakticirao širok spektar seksualnih aktivnosti, pod uvjetom da svatko od njih odredi granice do koje se osjećaju ugodno. Tvrdio je da se tako uvodi element praktičnog pokusa u istraživanje, te da je to najbolja metoda razumijevanja reakcija sudionika .  Kinsey je ponekad u svom domu kamerom snimao spolne odnose sudionika i suradnika, tvrdivši da tako dokumentira istraživanje; Kinseyev biograf Jonathan Gathorne-Hardy pravdao je tajnost snimanja filmova brigom da se izbjegne skandal i negativne reakcije od strane konzervativnog dijela javnosti. James H. Jones, autor knjige Alfred C. Kinsey: A Public/Private Life i britanski psihijatar Theodore Dalrymple, pretpostavljaju da je Kinsey vršio svoja istraživanja potaknut vlastitim seksualnim željama i potrebama.
Skupljao je snimani materijal sa seksualnim sadržajem iz cijelog svijeta, što mu je izazvalo probleme s carinskom službom SAD-a, nakon zapljene pornografskih filmova 1956. Kinsey je umro prije sudskog epiloga.
Sljedeća velika kontroverza Kinseyevih istraživanja, bilo je skupljanje podataka u svezi orgazama kod djece u preadolescentnoj dobi. Kinsey je unio prikupljene informacije u tablice 30 do 34 svoje knjige „Seksualno ponašanje muškarca“, u kojima se nalaze podatci o orgazmima tristotinjak muške djece od pet mjeseci do 14 godina starosti. U prvo vrijeme je izjavio da je podatke prikupio od sjećanja odraslih osoba koje su u djetinjstvu bile prisiljene na spolne odnose, ali i od upitnika koje je popunilo devet odraslih ljudi koji su navodno imali spolne odnose s djecom.  Malo se pažnje pridavalo ovim podatcima punih četrdeset godina.  Kasnije se ispostavilo da je sve podatke o pedofiliji Kinsey prikupio od jednog jedinog pedofila, a prezentirao ih je kao da proizlaze iz različitih izvora. Kinsey je poštovao anonimnost te osobe i nije prijavio kazneno djelo pedofilije vlastima, jer je želio prikupiti što iskrenije odgovore.  Kinseyev Institut je kasnije izjavio da podatci iz tablca 30-34 uistinu proizlaze iz dnevnika samo jedne osobe, pisanog 1917.
Kinseyevi biografi smatraju da je Kinseyeva seksualna aktivnost i orijentacija uvelike utjecala na njegovo istraživanje, tako da je krivo izabirao uzorke stanovništva za svoje upitnike. Unio je podatke prikupljene od velikog broja pojedinaca iz zatvorske populacije i prostitutki klasificirajući ih ponekad kao osobe u braku, te je uklopio u analizu posebno velik broj homoseksualnih osoba, što ga je vjerojatno donijelo do krivih zaključaka. Nikad nije uključio u istraživanja pojedince iz afro-američke populacije. Paul Gebhard je 1970-ih ponovo analizirao prikupljene podatke izbacivši one sumnjive, te utvrdio da su razlike u podatcima bile male.
Katolička televizijska mreža EWTN objavila je dokumentarni film u dva nastavka Vuk u ovčjoj koži (A Wolf in Sheep's Clothing) u kojem je kritički obrađen život i stavljena pod upit Kinseyeva znanstvena vjerodostojnost.

## Smrt
Kinsey umire 25. kolovoza 1956., u 62. godini života. Uzrok smrti je srčano zatajenje kao posljedica upale pluća.

## Kinsey u popularnoj kulturi
Nakon objave knjige  "Seksualno ponašanje žena",  15. rujna 1953. pojavljuje se u humorističkom kontekstu lik imena „Dr. Kinsey“ u jednoj epizodi TV komedije Jack Benny Program, kao pogrbljeni gospodin koji intervjuira mlade djevojke. Ovo je bila prva aluzija na Kinseyev rad u masmedijima.
Početkom 21. stoljeća ponovo se javilo veliko zanimanje za Kinseya i njegov rad.
2003. prikazan je mjuzikl naslova Dr. Sex koji obrađuje složenu vezu između Kinseya, njegove žene i njihovog zajedničkog ljubavnika Wally Matthewsa (jasna aluzija na Kinseyevog suradnika Clydea Martina). Premijera je predstavljena u Chicagu i osvojila je sedam nagrada Joseph Jefferson za kazališnu izvrsnost.
Bill Condon je 2004. režirao biografski film Kinsey s Liamom Neesonom u glavnoj ulozi Kinseya i Laurom Linney kao njegovom suprugom. Američki pisac Tom Coraghessan Boyle iste godine objavljuje roman "Unutarnji krug" (eng. The inner circle) o povijesti seksologije u SAD-u i Kineyevom radu kroz oči jednog od njegovih bliskih suradnika.
Američka televizijska postaja PBS 2005. objavljuje dokumentarni film Kinsey u suradnji s Kinseyevim Institutom, koji je tom prilikom omogućio pristup pisanom materijalu iz svoje pismohrane.

## Važnije publikacije
- New Species and Synonymy of American Cynipidae. Bulletin of the American Museum of Natural History. 42: 293–317. 1920. Inačica izvorne stranice arhivirana 21. ožujka 2012. Pristupljeno 22. rujna 2010.
- Life Histories of American Cynipidae. Bulletin of the American Museum of Natural History. svezak 42: str. 319.–357. 1920. Inačica izvorne stranice arhivirana 21. ožujka 2012. Pristupljeno 22. rujna 2010.
- Phylogeny of Cynipid Genera and Biological Characteristics. Bulletin of the American Museum of Natural History. svezak 42: str. 357a-c, 358.–402. 1920. Inačica izvorne stranice arhivirana 21. ožujka 2012. Pristupljeno 22. rujna 2010.
- An Introduction to Biology. J.B. Lippincott Company. Philadelphia. 1926  Essay on Kinsey's textbook journal zahtijeva |journal= (pomoć)CS1 održavanje: postscript (link)
- The Gall Wasp Genus Cynips: A Study in the Origin of Species. Indiana University Studies. svezak 84-86: str. 1.–517. 1929  Citation sourceCS1 održavanje: postscript (link)
- New Introduction to Biology. J.B. Lippincott Co. Philadelphia. 1933. revised 1938. journal zahtijeva |journal= (pomoć); Provjerite vrijednost datuma u parametru: |date= (pomoć)
- The Origin of Higher Categories in Cynips. Indiana University Publications. Science Series 4. Entomological Series. svezak 10. 1936: str. 1.–334  (Citation source per Kinsey 1929) journal zahtijeva |journal= (pomoć)CS1 održavanje: postscript (link)
- Merritt Lyndon Fernald; Alfred Charles Kinsey. 1996. drugo izdanje. Prvo izdanje iz 1943. Edible Wild Plants of Eastern North America. Dover Publications (reprint of Harper 1958 edition. Mineola, New York. ISBN 0-486-29104-9. Pristupljeno 2010-09-22  First published 1943 b7 Idlewild Press, Cornwall-on-Hudson, N.Y. journal zahtijeva |journal= (pomoć); Provjerite vrijednost datuma u parametru: |date= (pomoć)CS1 održavanje: postscript (link)
- Kinseyevi izvještaji:
  - Sexual Behavior in the Human Male (1948.- drugo izdanje 1998.)
  - Sexual Behavior in the Human Female (1953.- drugo izdanje 1998.)